# Балтийский берег (санаторий)
Санато́рий «Балти́йский бе́рег»— лечебно-профилактическое учреждение Санкт-Петербургского ГУП «Петербургский метрополитен». Санаторий расположен в Курортном районе г. Санкт-Петербурга по адресу: г. Санкт-Петербург, г. Зеленогорск, ул. Курортная, д. 1

## История основания санатория

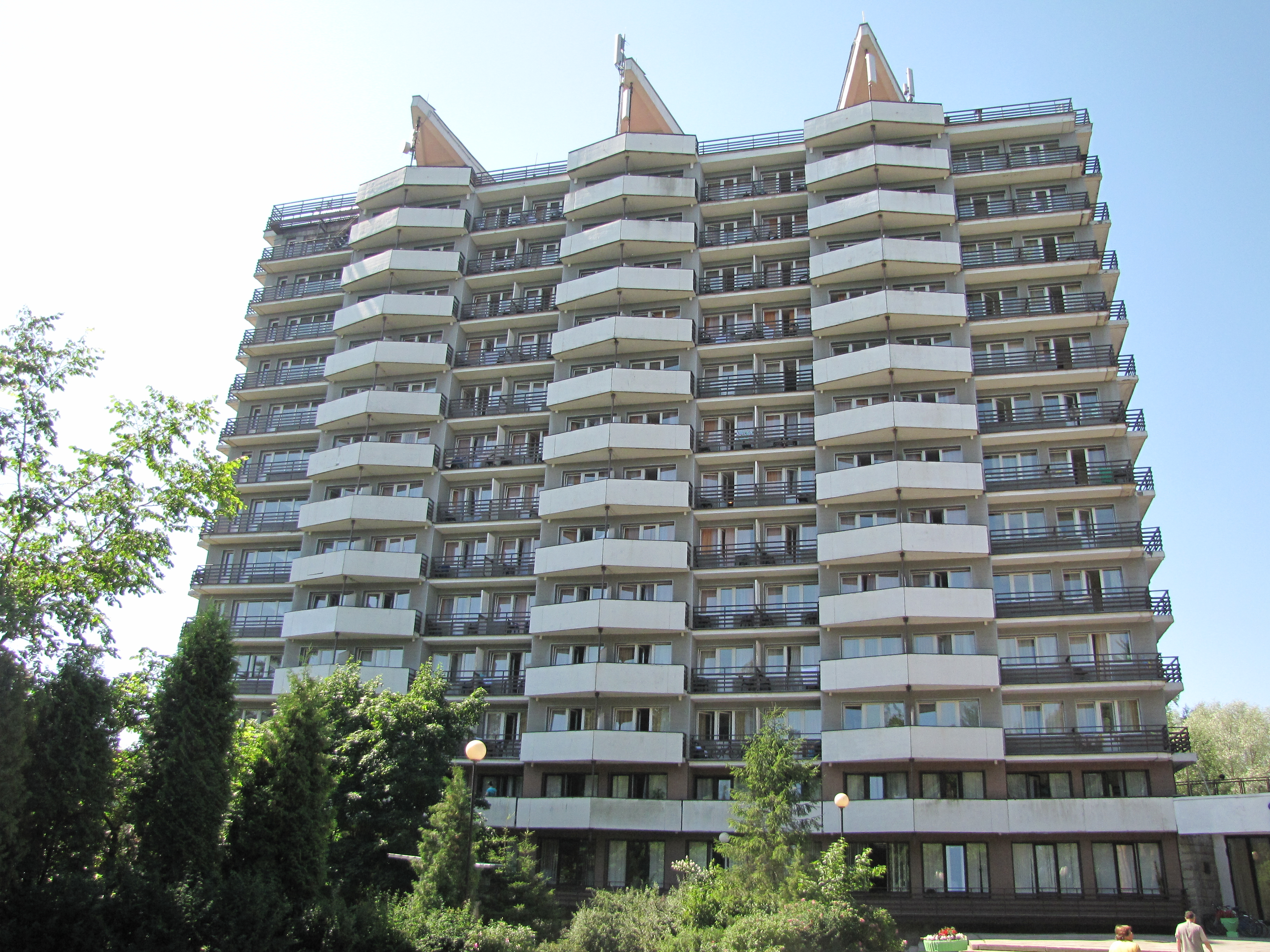
Главный корпус санатория «Балтийский берег».

Строительство «Балтийского берега» (на тот момент — санатория-профилактория Ленинградского метрополитена) началось в 1970 году. Инициатором выступил начальник метрополитена В. Г. Аверкиев. На фасаде здания санатория установлен бронзовый бюст В. Г. Аверкиева.
Строительство санатория продолжалось 10 лет, работы проводил 104 трест Главленинградстроя. Ежедневно на объекте работало до 100 рабочих. Среди них были и сотрудники метрополитена: сооруженцы, сантехники, электрики, связисты. Благодаря помощи работников метро удалось в ускоренном темпе провести отделочные работы, а также осуществить монтаж и наладку оборудования и медицинской аппаратуры.
Здание санатория — самое высокое в Зеленогорске. Конструкция главного корпуса представляет собой оригинальное архитектурное решение: над крышей 14-этажного здания расположены треугольные консоли, на которые подвешены трапециевидные балконы жилых этажей.
11 ноября 1980 года санаторий принял первых отдыхающих. Ими стали работники метрополитена и Октябрьской железной дороги.
Наличие собственного санатория позволило Петербургскому метрополитену осуществлять более качественную профилактику и лечение профессиональных заболеваний сотрудников, большинство из которых работает во вредных условиях под землей. Благодаря усилиям медиков профилактория, к 1994 году удалось снизить заболеваемость среди трудящихся более чем в три раза.
В 2009 году закончен ремонт всех номеров санатория.

## Медицинская деятельность

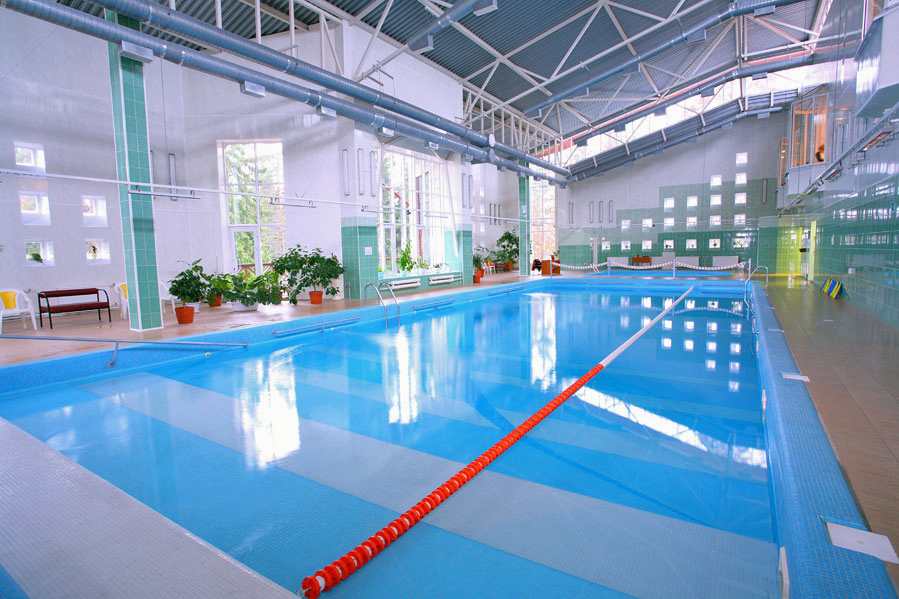
Спортивно-оздоровительный комплекс санатория с бассейном.

Санаторий «Балтийский берег» принимает на лечение и отдых всех желающих. Среди гостей санатория — не только жители Санкт-Петербурга, но и туристы из других регионов России.
«Балтийский берег» предлагает лечение по пяти основным профилям:
- сердечно-сосудистых заболеваний;
- периферической нервной системы;
- опорно-двигательного аппарата;
- желудочно-кишечного тракта;
- патологий органов дыхания.

Кроме того, в санатории осуществляется лечение профессиональных и гинекологических заболеваний, имеется выбор программ SPA и диетологии.